# 삶의 설계
《삶의 설계》(Design For Living)는 미국에서 제작된 에른스트 루비치 감독의 1933년 코미디, 멜로/로맨스 영화이다. 프레드릭 마치, 게리 쿠퍼 등이 주연으로 출연하였고 에른스트 루비치 등이 제작에 참여하였다.

## 줄거리
절친 사이인 톰과 조지는 같은 기차칸에 탄 길다에게 동시에 반한다. 길다는 톰과 사귀지만 톰이 해외에 간 사이 조지와 동거를 시작한다. 그러나 조지가 집을 비우자 다시 톰과 잠자리를 갖는다.
길다는 둘의 대결을 끝내겠다며 다니던 광고회사 대표랑 결혼해 버린다. 하지만 톰과 조지는 길다를 포기하지 않는다.

## 출연

### 주연
- 프레드릭 마치 - 톰 챔버스 역
- 게리 쿠퍼 - 조지 커티스 역
- 미리엄 홉킨스 - 길다 패럴 역

### 조연
- 에드워드 에버렛 호턴 - 맥스 플렁킷 역
- 프랭클린 팽본 - 더글러스 씨 역
- 이저벨 주얼 - 맥스의 속기사 역
- 제인 다웰 - 조지의 가정부 역
- 윈덤 스탠딩 - 맥스의 집사

## 기타
- 의상: 트래비스 밴턴

## DVD 출시
이 영화는 2005년 5월 31일 게리 쿠퍼 컬렉션(The Gary Cooper Collection)의 일부로서 DVD로 출시되었다. 2011년 12월 6일 게리 쿠퍼 컬렉션과 달리 여러 추가 작품과 더불어 크라이테리언 컬렉션에 의해 DVD와 블루레이로 출시되었다.